# Миноносцы типа G-108
Миноносцы типа G-108 — тип миноносцев (по официальной классификации германского флота — миноносцев для открытого моря), состоявший на вооружении Военно-морского флота Германии в начале XX века и в период Первой мировой войны. Всего было построено 6 миноносцев этого типа — G-108 — G-113 (все по программе 1900 года). 4 сентября 1914 года все миноносцы типа были переоборудованы в учебные и вспомогательные корабли, одновременно произошло их переименование в T-108 — T-113.

## Энергетическая установка
На кораблях типа в качестве ГЭУ были установлены две трёхцилиндровые паровые машины (тройного расширения) общей мощностью 6600 л. с. и три военно-морских котла с давлением 16 атмосфер. Максимальные запасы топлива на миноносцах типа составляли 112 тонн угля.

## Вооружение
Миноносцы вооружались 4х1 52-мм орудиями. Торпедное вооружение эсминцев состояло из 3х1 450-мм торпедных аппаратов.